# Lijst van nummer 1-hits in Zweden in 2013
Deze hits stonden in 2013 op nummer 1 in  de Sverigetopplistan Single Top 60, de bekendste hitlijst in Zweden.
| Datum        | Artiest                             | Titel                 |
| ------------ | ----------------------------------- | --------------------- |
| 4 januari    | Darin                               | En apa som liknar dig |
| 11 januari   | Aki & Kapten Röd                    | När solen går ner     |
| 18 januari   | Aki & Kapten Röd                    | När solen går ner     |
| 25 januari   | Aki & Kapten Röd                    | När solen går ner     |
| 1 februari   | Passenger                           | Let her go            |
| 8 februari   | Passenger                           | Let her go            |
| 15 februari  | Passenger                           | Let her go            |
| 22 februari  | Zara Larsson                        | Uncover               |
| 1 maart      | Zara Larsson                        | Uncover               |
| 8 maart      | Passenger                           | Let her go            |
| 15 maart     | Robin Stjernberg                    | You                   |
| 22 maart     | Robin Stjernberg                    | You                   |
| 29 maart     | Robin Stjernberg                    | You                   |
| 5 april      | Robin Stjernberg                    | You                   |
| 12 april     | Robin Stjernberg                    | You                   |
| 19 april     | P!nk & Nate Ruess                   | Just give me a reason |
| 26 april     | P!nk & Nate Ruess                   | Just give me a reason |
| 3 mei        | P!nk & Nate Ruess                   | Just give me a reason |
| 10 mei       | Macklemore, Ryan Lewis & Ray Dalton | Can't hold us         |
| 17 mei       | Macklemore, Ryan Lewis & Ray Dalton | Can't hold us         |
| 24 mei       | Macklemore, Ryan Lewis & Ray Dalton | Can't hold us         |
| 31 mei       | Macklemore, Ryan Lewis & Ray Dalton | Can't hold us         |
| 7 juni       | Macklemore, Ryan Lewis & Ray Dalton | Can't hold us         |
| 14 juni      | Macklemore, Ryan Lewis & Ray Dalton | Can't hold us         |
| 21 juni      | Macklemore, Ryan Lewis & Ray Dalton | Can't hold us         |
| 28 juni      | Avicii                              | Wake me up            |
| 5 juli       | Avicii                              | Wake me up            |
| 12 juli      | Avicii                              | Wake me up            |
| 19 juli      | Avicii                              | Wake me up            |
| 26 juli      | Avicii                              | Wake me up            |
| 2 augustus   | Avicii                              | Wake me up            |
| 9 augustus   | Avicii                              | Wake me up            |
| 16 augustus  | Avicii                              | Wake me up            |
| 23 augustus  | Avicii                              | Wake me up            |
| 30 augustus  | Avicii                              | Wake me up            |
| 6 september  | Avicii                              | Wake me up            |
| 13 september | Avicii                              | Wake me up            |
| 20 september | Avicii                              | You make me           |
| 27 september | Avicii                              | Hey brother           |
| 4 oktober    | Avicii                              | Hey brother           |
| 11 oktober   | Avicii                              | Hey brother           |
| 18 oktober   | Avicii                              | Hey brother           |
| 25 oktober   | Avicii                              | Hey brother           |
| 1 november   | Avicii                              | Hey brother           |
| 8 november   | Avicii                              | Hey brother           |
| 15 november  | Eminem & Rihanna                    | The monster           |
| 22 november  | Eminem & Rihanna                    | The monster           |
| 29 november  | Eminem & Rihanna                    | The monster           |
| 6 december   | Pitbull & Ke$ha                     | Timber                |
| 13 december  | Pitbull & Ke$ha                     | Timber                |
| 20 december  | Pitbull & Ke$ha                     | Timber                |
| 27 december  | Pitbull & Ke$ha                     | Timber                |